# Autopercepció
Autoimatge o autopercepció és la imatge que es té de si mateix. Inclou una valoració sobre l'aspecte físic, les qualitats de la personalitat, el rol en el grup o les potencialitats d'autorrealització. L'autoimatge es forma amb els anys, a partir de les creences sobre un mateix i es veu fortament influïda per l'opinió que els altres projecten sobre un mateix (o la percepció d'aquestes opinions, tot i ser errades).
Una autopercepció negativa s'associa a nombrosos trastorns psíquics, com l'anorèxia, on s'arriba a distorsionar la visió del propi cos (que varia segons el cànon de bellesa de cada època o comunitat). L'autopercepció forma part de l'autoconcepte i s'estructura com un esquema mental que estructura en un tot la informació que el mateix subjecte té d'un mateix i la que creu projectar.
Un estudi amb moltes limitacions explícites de fiabilitat trobà que, basant-se en una mostra consistent en una classe de 244 persones, generalment els homes i parlants natius en anglès tenien un concepte de si mateix més alt que les dones i els no anglòfons natius.